# Серж Голон
Серж Голо́н (фр. Serge Golon, настоящее имя Всеволод Сергеевич Голубинов; 23 августа 1903, Бухара — 12 июля 1972, Квебек) — французский геохимик и художник русского происхождения. Известность ему принесла жена, Симона Шанжё (литературный псевдоним — Анн Голон), написавшая серию исторических романов об Анжелике — светловолосой и зеленоглазой красавице-аристократке и авантюристке XVII века.

## Биография
Родился 23 августа 1903 года в Бухаре (по другим данным — в Урмии, Персия). Он вырос в Исфахане (Иран), где его отец Сергей Петрович Голубинов был российским консулом.
В начале Октябрьской революции учился в севастопольской гимназии, самостоятельно пересёк страну во время Гражданской войны, безуспешно пытался вступить в Белую армию.
Эмигрировал в 1920 году через Константинополь во Францию.
Окончил Высшую химическую школу в Нанси. Работал как геолог-разведчик в Африке и в нескольких странах Азии для крупных компаний и французского правительства.
Во время Второй мировой войны Всеволод Голубинов присоединился к генералу де Голлю.
В 1940-е работал в Африке, во Французском Конго, руководил цементным и кожевенным заводами, работами на золотом прииске. Там он познакомился с Симоной Шанжё. Роман, начавшийся между ними, вылился в глубокое чувство, и вскоре они поженились.
Вернулся с Симоной во Францию. О своем пребывании в Африке написал вместе с женой воспоминания «Au Cœur bêtes sauvages» («Среди диких зверей») (Париж, 1954).
Консультировал свою жену при написании 9 романов о приключениях Анжелики, действительным автором которых была одна Симона Шанжё, и помогал ей в поисках материала. По словам Анн Голон, именно её муж стал прототипом супруга Анжелики — Жоффрея де Пейрака.
С 1961 года занимался живописью. В 1968 году на курорте Кран-Монтана (Швейцария) провёл первую персональную выставку.
В 1965 году побывал с женой в СССР. Как вспоминала Анн Голон, «мы гуляли, где хотели. Мой муж свободно говорил по-русски, что очень помогало при общении с людьми. Я помню, что у нас были специальные ваучеры, чтобы есть в ресторане, мы даже не все их использовали. Мы встречались с друзьями, которых у нас в Москве было немало».
Готовил выставку в Квебеке, где и скончался от инсульта в июле 1972 года.

## Книги
- 1947 — «Подарок Реза-Хана» (Le Cadeau de Riza Khan, Серж Голон)
- 1959 — «Гиганты озера» (Серж Голон)